# Campo de Fútbol de Vallecas
Campo de Fútbol de Vallecas (prościej Estadio de Vallecas) wcześniej znany jako Estadio Teresa Rivero – stadion piłkarski mieszczący się w Madrycie, w Hiszpanii, na którym swoje mecze rozgrywa drużyna Rayo Vallecano. Mieści 14 708 widzów, a otwarty został w roku 1976.

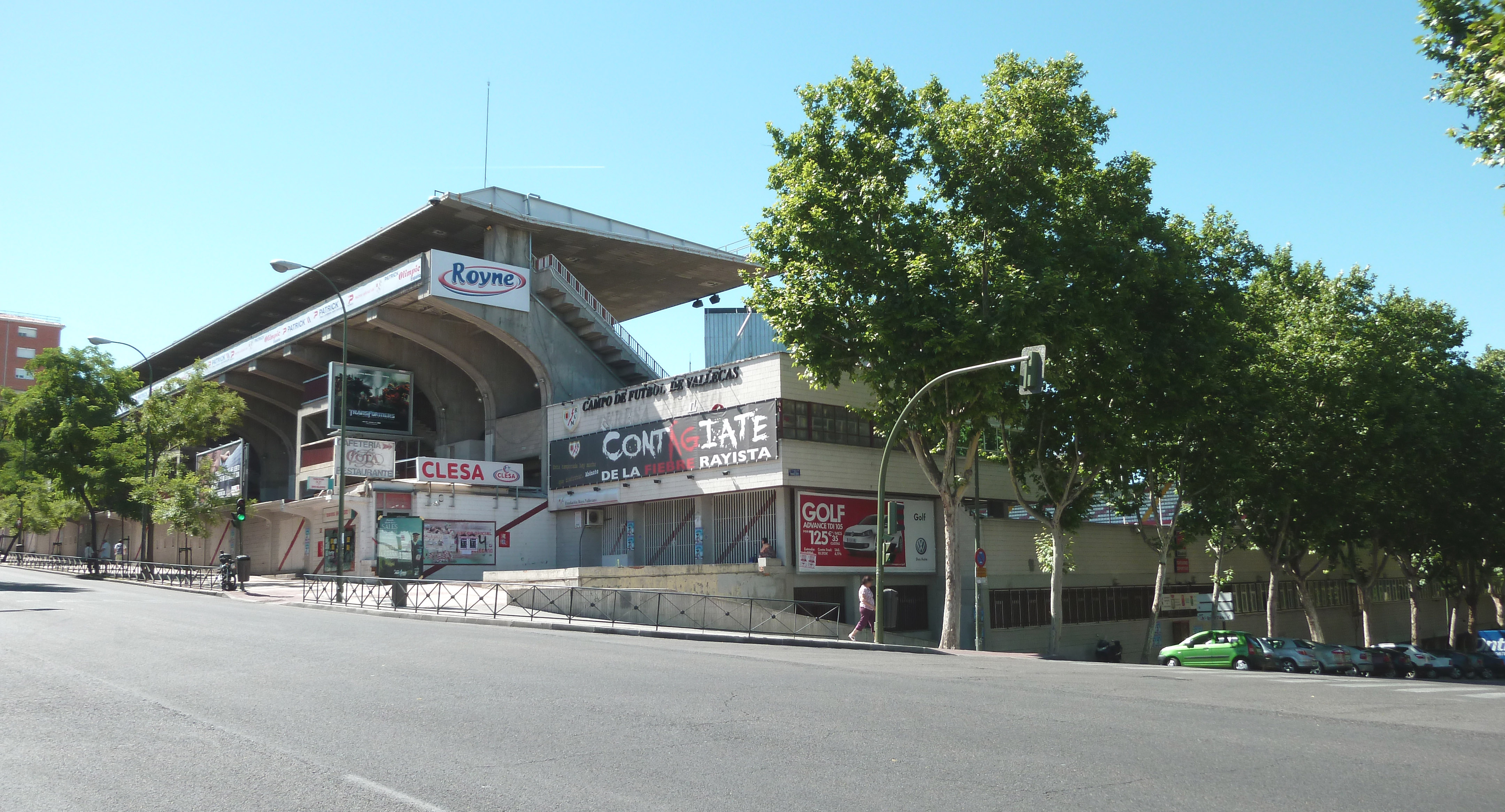
Widok z zewnątrz.

Występowały tu czołowe gwiazdy muzyki, jak Queen, Bob Dylan czy Metallica. Gwiazdą była też Teresa Rivero, pierwsza kobieta na stanowisku prezesa klubu w czołowej lidze Hiszpanii. W latach 2004–2011 była patronką obiektu, jednak do kolejnych rozgrywek klub przystąpił już z inną nazwą.
Obiekt tworzą trzy trybuny – dwie wzdłuż boiska mają po dwa poziomy i są zadaszone, a za bramką znajduje się trzecia, odkryta. To na niej stoją zwykle najbardziej żywiołowi kibice nazywani Bukaneros. Za drugą z bramek jest ściana z bandami reklamowymi. Campo de Fútbol de Vallecas w 2011 roku stał się ostatnim obiektem w Hiszpanii, gdzie zdemontowano ogrodzenie oddzielające kibiców od boiska. Choć rozwiązanie uznano za mało bezpieczne już w latach 90., przetrwało tu ponad dekadę dłużej. Przez ten krok pojemność spadła o 792 miejsca w związku z demontażem dwóch najniższych rzędów trybun. zamiast dawnych 20 tys. (po instalacji krzesełek w 1996 roku już tylko 15,5 tys.), stadion mieści dziś 14 708 widzów.